# Gnade (Recht)
Gnade ist in der Rechtswissenschaft die Befugnis, im Einzelfall eine rechtskräftig erkannte Strafe ganz oder teilweise zu erlassen, sie umzuwandeln oder ihre Vollstreckung auszusetzen. Seiner Struktur nach ist das Gnadenrecht die Kompetenz, über den staatlichen Strafanspruch in einem Einzelfall zu verfügen. Dagegen betrifft eine Amnestie regelmäßig eine Vielzahl von Personen und erfolgt aufgrund Gesetzes. Gnade und Amnestie haben jedoch gemeinsam, dass sie nur die verhängte Sanktion berühren, ohne dass die betreffende Person entschuldigt wird.
Im säkularen Staat ist der Geltungsgrund für die Gnade, der nicht an ein religiöses Konzept anknüpft, die Menschenwürde, wie sie in Art. 1 Abs. 1 GG verankert ist.

## Sprachgeschichte
Das deutsche Wort Gnade leitet sich von althochdeutsch ginada und mittelhochdeutsch genade her. Sprachgeschichtlich verwandt ist es mit dem germanischen Wortstamm neth, dem indogermanischen *net und dem altindischen nath, was so viel heißt wie ‚um Hilfe bitten‘.

## Europäische Rechtsgeschichte

### Römische Antike
Im römischen Reich zu Beginn des Prinzipats überwog die strenge, unflexible Natur des Rechts (rigor juris). Ein Begnadigungsrecht war – jedenfalls zu Friedenszeiten – nicht vorgesehen. Das Vertrauen der Juristen in die Effizienz des rigor juris wich mit Ulpian einer kritischeren, die Freiheit stärker betonenden Sichtweise. Mit ihr entwickelte sich die Begnadigung in Form einer verfahrensrechtlichen Möglichkeit, durch die vor allem die Wiedereinsetzung in den vorherigen Stand gewährt werden konnte. Die Gnade wurde in Abgrenzung zum rigor iuris einer anderen Facette des Rechts, nämlich der Billigkeit oder aequitas zugeordnet.

### Mittelalter
Im mittelalterlichen Kirchenrecht war die Gnade ein wesentlicher Bestandteil des kirchlichen Bußverfahrens und ist bis heute innerrechtlicher Bestandteil des Codex Iuris Canonici, der im ersten Teil des sechsten Buchs einen eigenen Titel für den Straferlass (Dispensation) enthält. Zudem ist die Gnadenlehre, welche auf Wiedererlangung der durch Sünde verwirkten göttlichen Gnade gerichtet war, ein zentrales Thema der christlichen Theologie.
Auch im weltlichen Recht konnte ein Strafrichter durch ein erstes Urteil festlegen, ob er das Verfahren nach dem Recht oder nach der Gnade fortsetzen wollte. Im letzten Fall war er frei, von der Verhängung von Strafen abzusehen oder aber Sanktionen auszusprechen („Richten mit Gnade“ oder „Richten nach Gnade“). Mit der Zentralisierung politischer Herrschaft und der Gewaltenteilung zwischen Gesetzgebung und Rechtsprechung wird sich dann der Grundsatz durchsetzen, dass das Begnadigungsrecht nur dem Landesherrn zustehen könne.
In den Weltgerichtsspielen des Mittelalters wird der Grundsatz „Gnade vor Recht“ veranschaulicht. Oft wird dabei allerdings das Recht aufgewertet mit dem Argument, dass im Härtefall die Gnade den Vorrang habe. Bis zum Theater der Renaissance zeigen sich Reflexe dieser Argumentation etwa in Shakespeares Der Kaufmann von Venedig, 1605.

### Absolutismus
Die Zuweisung des Gnadenprivilegs als Majestätsrecht wurde mit der fürstlichen Souveränität und dem Gottesgnadentum begründet, dessen selbstverständlicher Ausdruck sie sei und einer aus dem Naturrecht abgeleiteten Fürsorgepflicht des Landesherrn für seine Untertanen. Den Gerichten blieb nur das Recht der Berufung und Wiederaufnahme des Verfahrens. Die Verbindung von Herrschafts- und Begnadigungsbefugnissen in einem über dem Recht stehenden Souverän führte zu dem Spruch, die Gnade gehe dem Recht vor. Ein Beispiel ist die Entscheidung Friedrich des Großen im Müller-Arnold-Fall, der die Richter eines von ihm Begnadigten einsperren ließ, um sie dann ihrerseits zu begnadigen. Eine weitere Abkoppelung der Judikative von der Staatsmacht war die Folge.
Emanzipationsbestrebungen wendeten sich gegen diese Vorstellung der Gnade, von den Bauernkriegen bis zur Französischen Revolution. Das garantierte Recht wird in der Folge attraktiver als die Abhängigkeit von obrigkeitlicher Gnade. Die Aufklärung verwarf den Gedanken der Gnade als Ausdruck der Willkür und Rechtslosigkeit. Einen berühmt gewordenen aufklärerischen Standpunkt vertrat gegen Mitte des 18. Jahrhunderts David Hume.

### Neuzeit
Im Zuge dieser Entwicklung wurde das Begnadigungsrecht im Allgemeinen Landrecht für die Preußischen Staaten und in allen Verfassungen der deutschen Staaten des 19. Jahrhunderts als Prärogative des Monarchen zwar erhalten, aber rechtlich geregelt. Mit dem Wandel der gesellschaftlichen Verhältnisse und mit der Ausbildung einer von der Staatsgewalt im Übrigen getrennten und vom Herrscher unabhängigen rechtsprechenden Gewalt erhielt die Begnadigung neben ihrem ursprünglichen Sinn auch die Bedeutung eines Mittels, Härten des Strafgesetzes ausgleichen und Zweifeln an der Richtigkeit der strafgerichtlichen Entscheidungen gerecht werden zu können. Gleichwohl lag über dem Begnadigungsrecht des Monarchen noch ein Abglanz des charismatischen Geistes: der Monarch übte sein Gnadenrecht auch aus Anlass besonderer Ereignisse in der Herrscherfamilie oder aus anderen mit seiner Person verbundenen Anlässen aus, wie etwa bei der Einzelbegnadigung von 24.000 Zivilpersonen durch Kaiser Wilhelm II. anlässlich seines 25. Regierungsjubiläums.

### 20. Jahrhundert
Nach Art. 49 Abs. 1 der Weimarer Verfassung (WRV) übte der Reichspräsident für das Reich das Begnadigungsrecht aus. Er wurde vom deutschen Volk direkt gewählt und war demokratisch legitimiert (Art. 41 Abs. 1 WRV).
Nach dem Tod Paul von Hindenburgs ließ sich Adolf Hitler mit Volksabstimmung vom 19. August 1934 von der deutschen Bevölkerung die Zusammenlegung der Ämter des Reichskanzlers und des Reichspräsidenten auf seine Person als Führer und Reichskanzler bestätigen. Mit Führererlass vom 1. Februar 1935 wurde das Gnadenrecht in Straf- und Dienstsachen vor allem auf das Reichsjustizministerium übertragen. Die Entscheidung über die Ausübung des Begnadigungsrechts bei Todesstrafen oder Hoch- und Landesverrat sowie anderen Einzelfällen behielt sich Hitler jedoch selbst vor. Ab 1943 gingen die ohnehin sehr geringen Chancen der zum Tod Verurteilten nahezu gegen Null. Seit dem Beschluss des Großdeutschen Reichstags vom 26. April 1942 war Hitler zudem „oberster Gerichtsherr“ und bestimmte in allen (Rechts-)Fragen unumschränkt und als einzige Instanz.
Im Grundgesetz von 1949 ist die Gnadenbefugnis gesetzlich geregelt (Art. 60 Abs. 2, 3 GG, § 452 StPO), ohne dass die Gnadenentscheidung ihre Eigentümlichkeit als nicht justiziables Korrektiv rechtlicher Entscheidungen mit außerrechtlichen Mitteln verloren hätte. Sie ist subsidiär gegenüber den gesetzlich geregelten Vergünstigungen wie der Haftverschonung,  der Strafaussetzung zur Bewährung oder der Wiederaufnahme des Verfahrens zugunsten des Verurteilten.
Oft mit dem Begriff der Gnade in Zusammenhang gebracht werden Privilegien oder Nachteile, die mit der nicht beeinflussbaren eigenen Abstammung verbunden sind – vor allem seit dem 19. Jahrhundert, als sie zunehmend in Frage gestellt wurden. Die damit verbundene Entlastung von Verantwortung scheint noch in moderneren Begriffsbildungen wie der „Gnade der späten Geburt“ auf.
Dem Häftlingsfreikauf politischer Häftlinge aus der DDR durch die Bundesrepublik Deutschland ging formaljuristisch zum Teil eine Strafaussetzung zur Bewährung, zum Teil eine Begnadigung der einzelnen Häftlinge voraus. Bürger mit westdeutscher Staatsangehörigkeit galten in der DDR als Ausländer und wurden in der Regel ausgewiesen.
Der ehemalige Kanzlerreferent und zu 13 Jahren Haft verurteilte DDR-Spion Günter Guillaume wurde nach über sieben Jahren Haft im Jahr 1981 durch Bundespräsident Karl Carstens begnadigt.